# Андре де Фуа
Андре де Фуа, сеньор де Леспарр (фр. André de Foix, seigneur de Lesparre; ок. 1490 — 1547) — французский полководец из лотрекской ветви дома Фуа, сын Жана де Фуа-Лотрека, младший брат маршалов Оде и Тома де Фуа, а также королевской фаворитки Франсуазы де Шатобриан.

## Биография
Андре де Фуа руководил третьей и последней попыткой дома Альбре отвоевать у испанцев оккупированную в 1512 году Наварру. Его армия состояла из 6000 пеших воинов и 300 всадников. 10 мая 1521 г. войско перевалило через Пиренеи и вторглось в пределы Наварры. Через 9 дней была взята Памплона, среди защитников которой отличился наваррский дворянин Иниго де Лойола. Жители Наварры, настроенные против испанского наместника герцога Нахера, с готовностью переходили на сторону завоевателей.
Андре де Фуа пересёк Эбро и осадил Логроньо на кастильской территории. Будучи не в состоянии преодолеть сопротивление защитников крепости, он приказал отступить к Памплоне, где 30 июня был сокрушительно разбит герцогом Нахера и попал в плен. Все занятые им территории вернулись под власть Габсбургов. После освобождения из плена Андре де Фуа продолжал с переменным успехом участвовать в Итальянских войнах. 
Погиб в бою.
В 1524 году получил в пожизненную собственность графство Монфор-л’Амори. В 1537 году за компенсацию вернул его королю, который передал это владение Франсуа I де Бурбон-Сен-Полю. 